# Моркрафт, Кристиан
Кристиан Моркрафт (англ. Christian Morecraft; род 8 сентября 1986, Вашингтон, округ Колумбия, США) — американский боец ММА. Выступает в тяжёлом весе в Ultimate Fighting Championship.

## Статистика боёв в ММА
| Результат | Рекорд | Соперник      | Способ                              | Турнир                              | Дата             | Раунд | Время | Место                        | Примечание          |
| --------- | ------ | ------------- | ----------------------------------- | ----------------------------------- | ---------------- | ----- | ----- | ---------------------------- | ------------------- |
| Поражение | 8-3    | Рэнди Смит    | Сабмишеном (удушение треугольником) | CFX 23: Summer Slam                 | 14 сентября 2013 | 1     | 1:28  | Плимут, Массачусетс, США     |                     |
| Поражение | 7-3    | Патрик Бэрри  | КО (удары)                          | UFC on FX: Guillard vs. Miller      | 20 января 2012   | 1     | 3:38  | Нашвилл, Теннесси, США       | Выступление вечера. |
| Поражение | 7-2    | Мэтт Митрион  | КО (удары)                          | UFC Live: Kongo vs. Barry           | 26 июня 2011     | 2     | 4:28  | Питтсбург, Пенсильвания, США |                     |
| Победа    | 7-1    | Шон МакКоркл  | Сдача                               | UFC Fight Night: Nogueira vs. Davis | 26 марта 2011    | 2     | 4:10  | Сиэтл, США                   |                     |
| Поражение | 6-1    | Стефан Стрюве | КО (удары)                          | UFC 117                             | 7 августа 2010   | 2     | 0:22  | Окленд, Калифорния, США      |                     |
| Победа    | 6-0    | Ли Бин        | Сдача (от ударов)                   | CFX 9: Finally                      | 28 мая 2010      | 1     | 2:40  | Плимут, Массачусетс, США     |                     |
| Победа    | 5-0    | Джейсон Долоф | ТКО (удары)                         | CFX 8: Rumble in the Jungle 3       | 20 февраля 2010  | 1     | 0:40  | Плимут, Массачусетс, США     |                     |
| Победа    | 4-0    | Джош Дикманн  | Сдача                               | CFX 6: Rumble in the Jungle 2       | 14 декабря 2009  | 1     | 0:56  | Плимут, Массачусетс, США     |                     |
| Победа    | 3-0    | Эрик Фоли     | Сдача                               | Reality Fighting-Showdown           | 18 июля 2009     | 1     | 1:10  | Плимут, Массачусетс, США     |                     |
| Победа    | 2-0    | Эрик Фоли     | КО (удары)                          | Reality Fighting-Final Conflict     | 1 ноября 2008    | 1     | 2:25  | Плимут, Массачусетс, США     |                     |
| Победа    | 1-0    | Джон Кёртис   | ТКО (удары)                         | Reality Fighting-Nightmare          | 12 апреля 2008   | 1     | 0:41  | Плимут, Массачусетс, США     |                     |